# Shirō Ishii
Shirō Ishii (石井 四郎, Ishii Shirō, Shibayama, Prefeitura de Chiba, 25 de junho de 1892 - Tóquio, 9 de outubro de 1959) foi um microbiólogo japonês e tenente-general da Unidade 731, uma unidade de guerra biológica do Exército Imperial Japonês, considerada responsável por conduzir experiências com seres humanos e crimes de guerra durante a Segunda Guerra Sino-Japonesa.